# Pont Égyptien

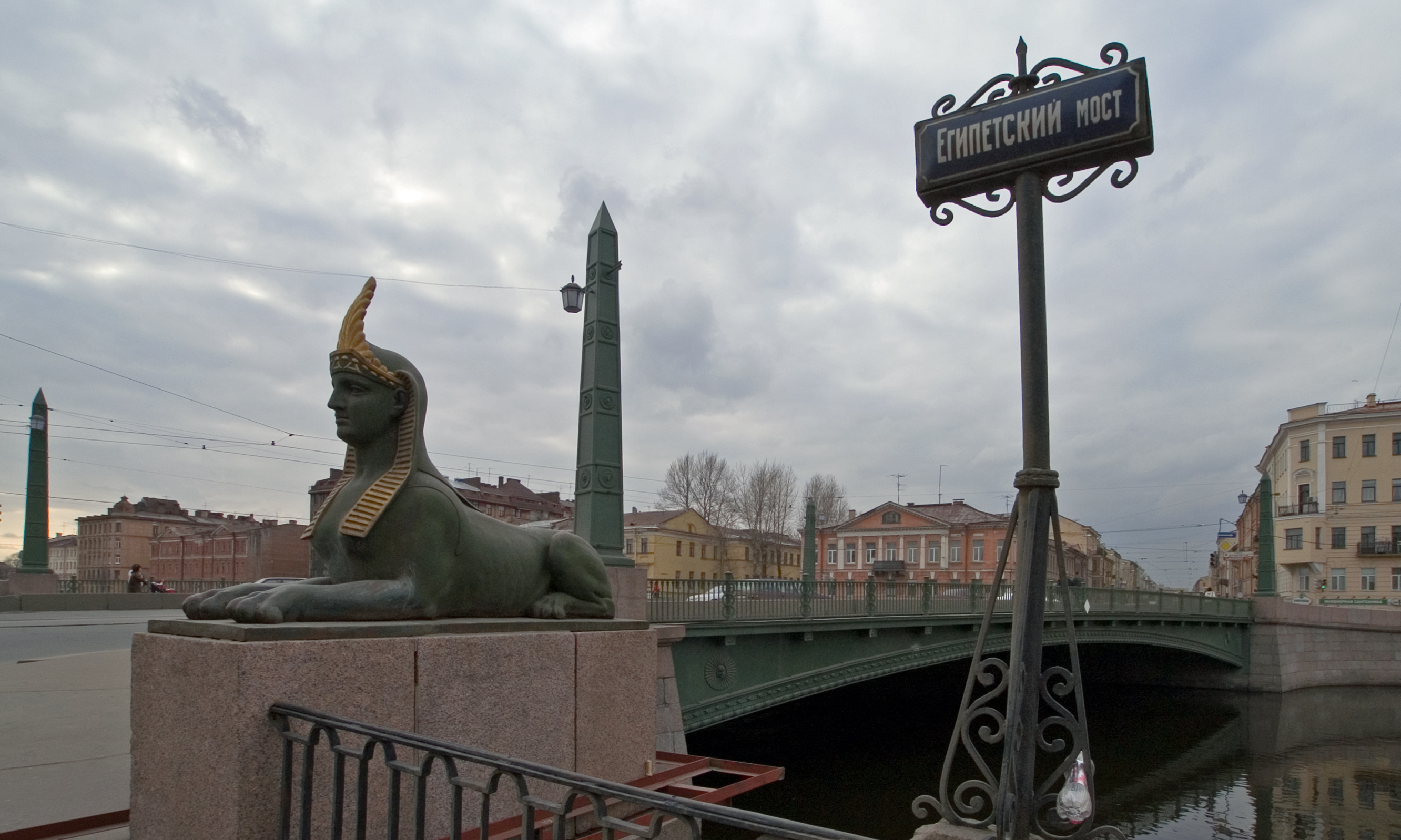
Le pont égyptien actuel, avec ses sphinx.

Le pont Égyptien (en russe : Египетский мост) à Saint-Pétersbourg en Russie est un pont prolongeant l'avenue Lermontov et enjambant la Fontanka.

## L'ancien pont suspendu

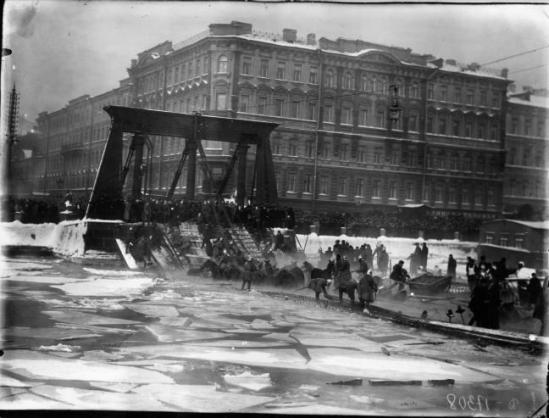
L'effondrement de 1905, photographie de Bulla.

L'ancien pont suspendu à une travée, construit en 1825-1826 par les deux ingénieurs civils Wilhelm von Traitteur et Christianowicz, est un exemple de la vague d'égyptomanie du début du XIXe siècle. Le quai aux sphinx de Saint-Pértersbourg sera quelques années plus tard un autre exemple de cette vague, mais avec d'authentiques statues égyptiennes provenant de la tombe du pharaon Amenhotep III.
Les culées de granite avaient un décor de fonte dans le style égyptien : des sphinx, des lanternes hexagonales et des pylônes monumentaux, avec des hiéroglyphes et des ornements décorés à la feuille d'or.
Le pont d'origine, prévu pour les piétons et les véhicules tirés par des chevaux, est resté en service jusqu'au début du XXe siècle, avant de s'effondrer le 20 janvier 1905, lors du passage d'un escadron de cavalerie.

## Le pont actuel
Le pont actuel, sur arche métallique surbaissée, a été achevé en 1955. Il reprend les sphinx, œuvres de Pavel Sokolov et d'autres détails décoratifs de l'ancien pont.

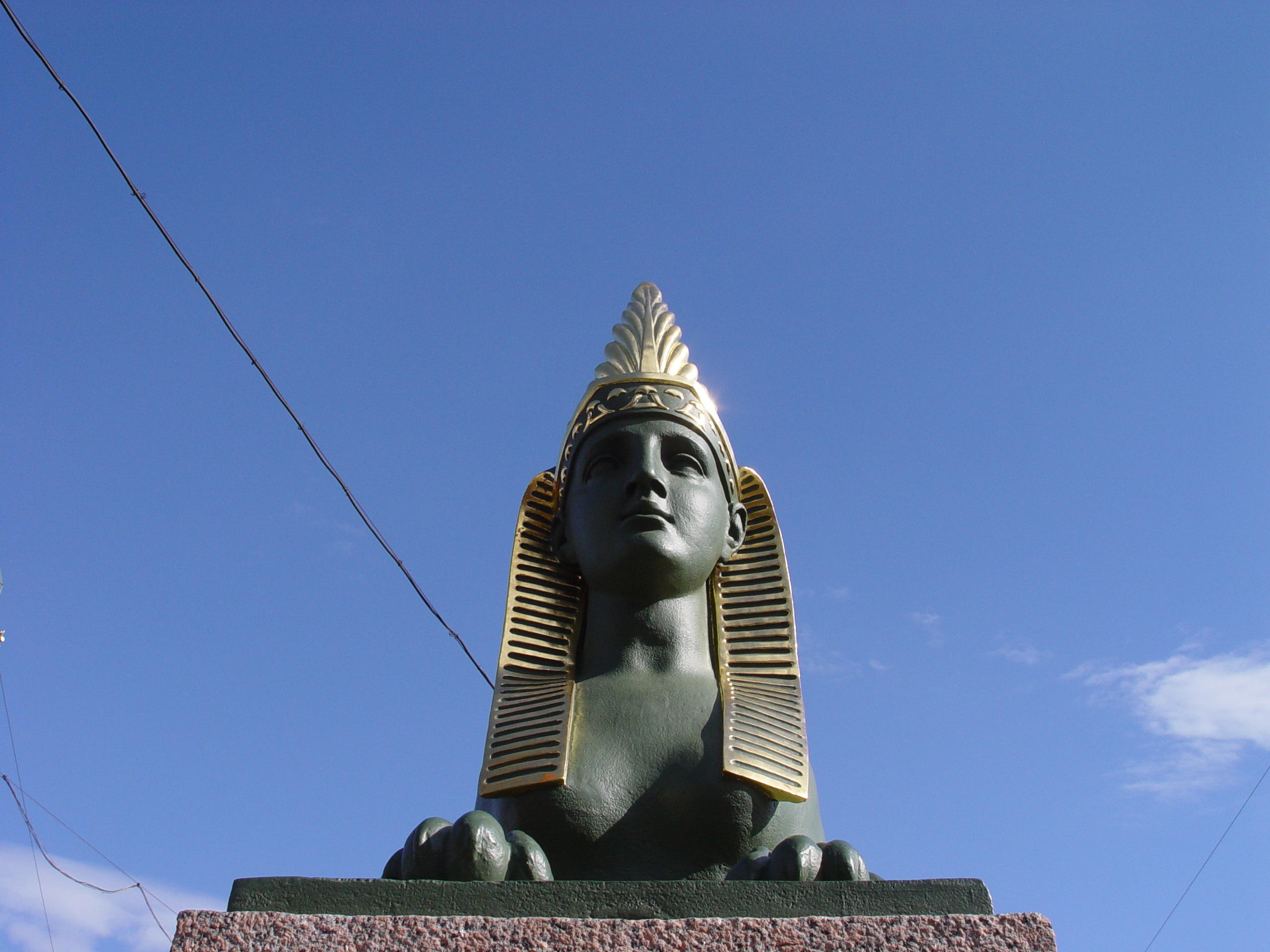
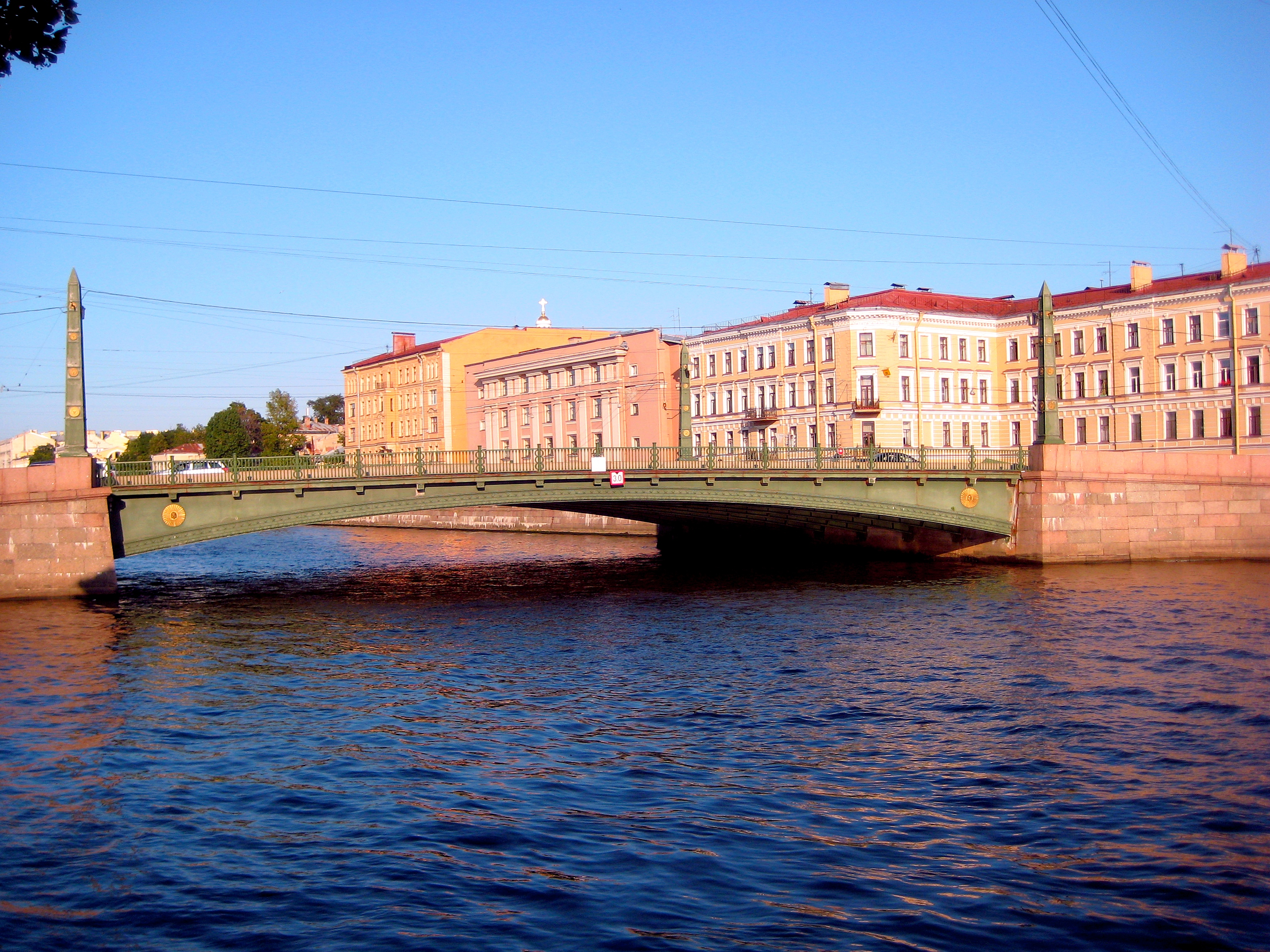
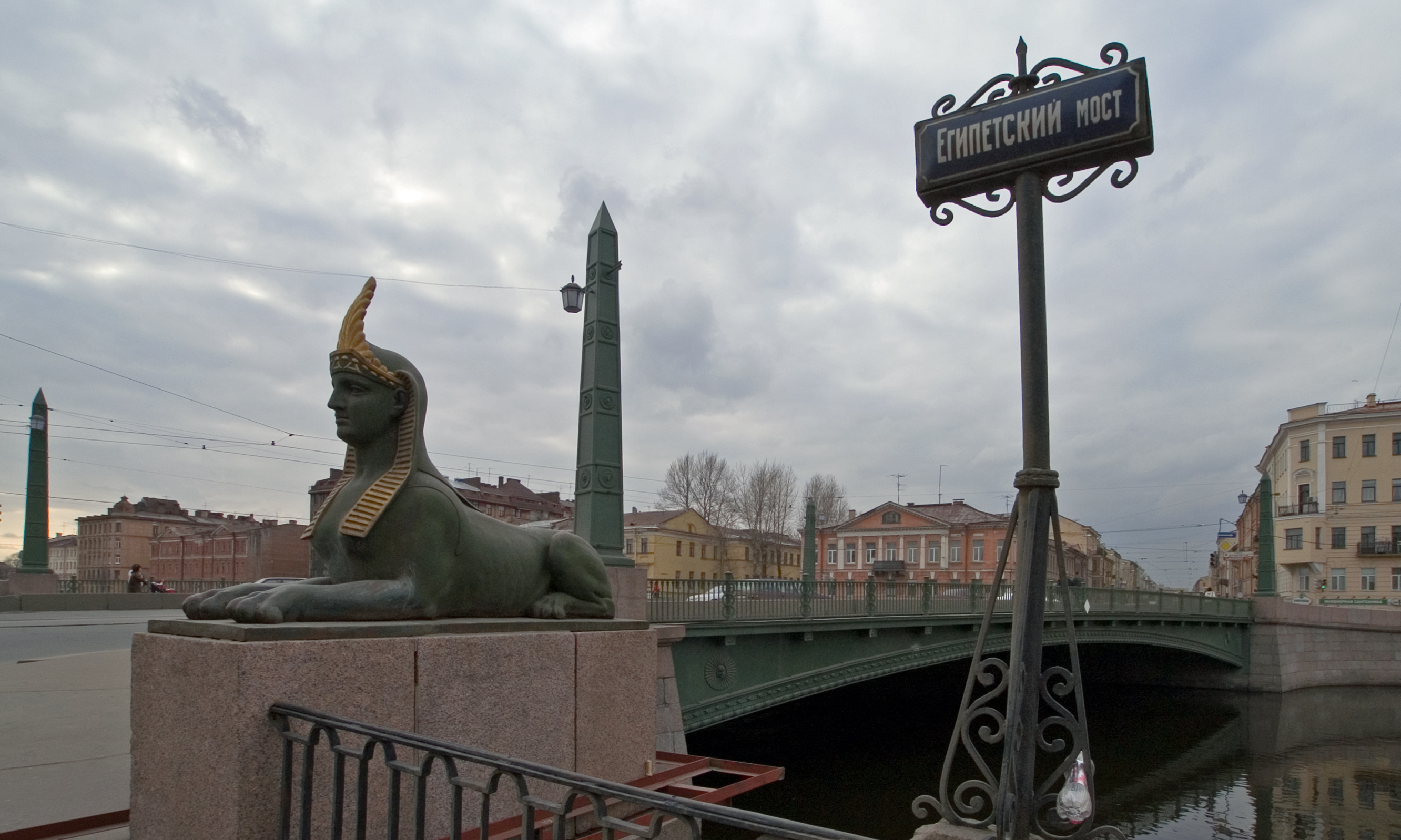